# Martín de Mayorga
Martín de Mayorga y Ferrer, caballero de la Orden de Alcántara, mariscal de campo, (Barcelona, 12 de septiembre de 1721 - Cádiz, 28 de julio de 1783) fue un noble, militar y gobernador imperial español que ocupó el cargo de 47.º virrey de Nueva España, desde el 23 de agosto de 1779 al 28 de abril de 1783.

## Biografía

### Capitán General de Guatemala

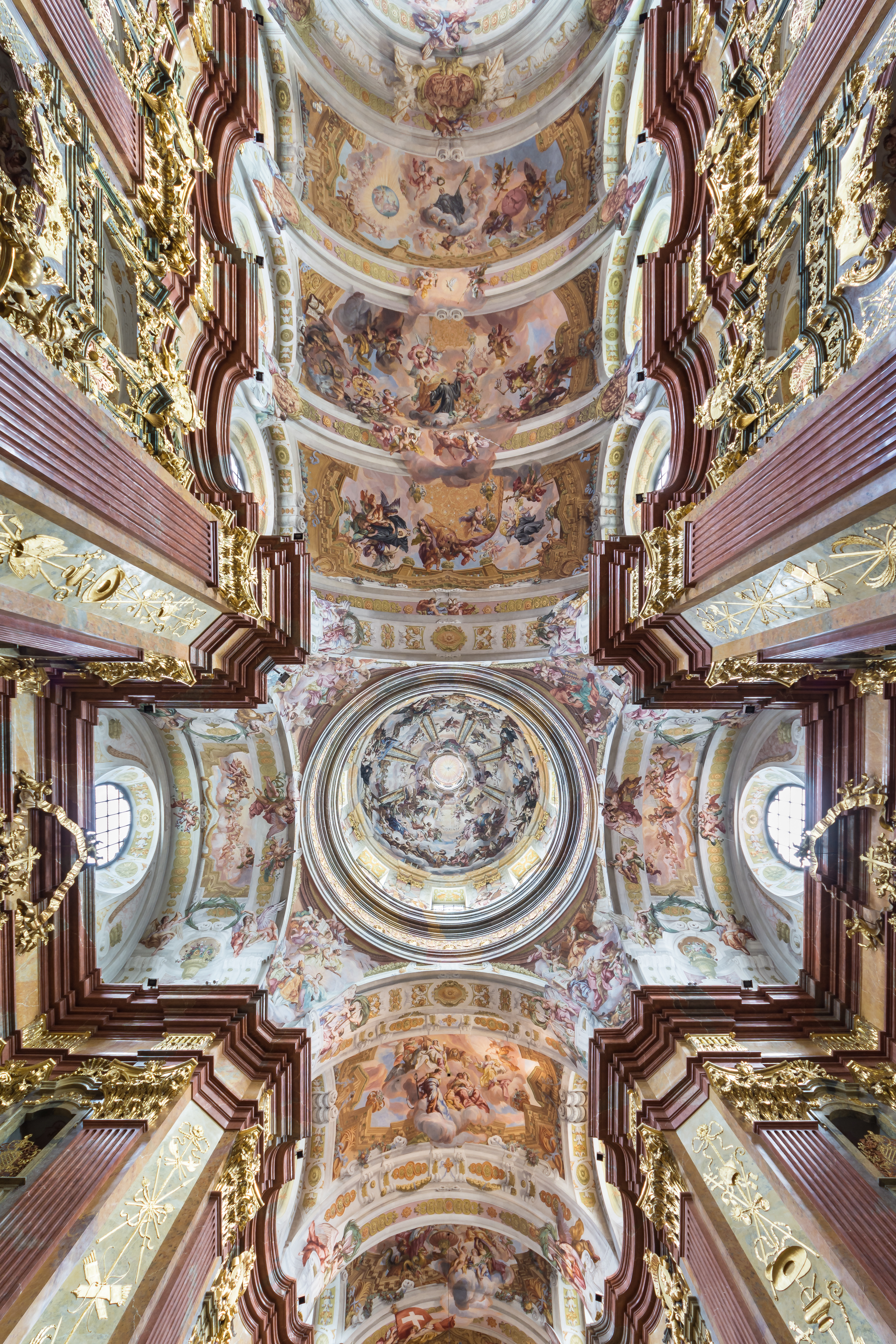
Frescos en la cúpula y techado de la abadía benedictina de Melk, Austria. La apariencia de las iglesias de Antigua Guatemala era similar a la de esta capilla austriaca antes que fueran destruidas por el terremoto de 1773.

Natural de Barcelona, fue presidente de la Audiencia de Guatemala de junio de 1773 al 4 de abril de 1779. El 21 de febrero de 1768 llegó a Guatemala Pedro Cortés y Larraz, convirtiéndose en el tercer arzobispo de Guatemala y el 12 de junio de 1773 tomó posesión el capitán general Martín de Mayorga. Ambos, como máximas autoridades del reino serían los principales actores en los sucesos que acontecieron tras los terremotos de 1773. Para 1769, Cortés y Larraz estaba tan decepcionado de la situación eclesiástica en el reino que presentó su renuncia a la mitra, pero el rey Carlos III no se la aceptó y debió continuar como arzobispo. Entre los problemas que observó estuvo la excesiva embriaguez del pueblo durante los actos litúrgicos y la escasa preparación de los sacerdotes seculares a cargo de la mayoría de las parroquias.
En 1773, Santiago de los Caballeros de Guatemala era una de las más famosas ciudades de los territorios españoles en América, y se consideraba que únicamente la Ciudad de México era más espléndida.  De acuerdo a descripciones de la época, tres «monstruosos» volcanes la rodeaban: el Volcán de Agua, que era muy útil para la ciudad por su fertilidad, aparte de que su forma piramidal agregaba una hermosa vista, y los volcanes de Fuego y Acatenango, a los que se llamó así porque, aunque estaban más distantes que el de Agua, habían hecho erupción en numerosas ocasiones y eran consideraros como los responsables de las constantes ruinas de la ciudad. La cercanía de los volcanes ayudaba a que hubiera baños de todo tipo para los habitantes de la ciudad: termales, medicinales y templados; además había numerosos potreros y haciendas en los alrededores. La ciudad era abastecida gracias a los productos que diariamente eran llevados desde los setenta y dos pueblos circunvecinos.
Después de los terremotos de 1751, se renovaron muchos edificios y se construyeron numerosas estructuras nuevas, de tal modo que para 1773 daba la impresión de que la ciudad era completamente nueva. La mayoría de las casas particulares de la ciudad eran amplias y suntuosas, al punto que tanto las puertas exteriores como las de las habitaciones eran de madera labrada y las ventanas eran de finos cristales y tenían portales de madera labrada. Era frecuente encontrar en las residencias pinturas de artistas locales con marcos recubiertos de oro, nácar o carey, espejos finos, lámparas de plata, y alfombras delicadas. Los templos católicos eran magníficos: había 26 iglesias en la ciudad, y 15 ermitas y oratorios; la catedral, era la estructura más suntuosa: tenía tres espaciosas naves, con dos órdenes de capillas a los lados, con enormes puertas de acceso que eran labradas y doradas,. En cuanto a suntuosidad, le seguían las iglesias de las órdenes religiosas de los dominicos, franciscanos, mercedarios y recoletos, demostrando el poder económico y político que el clero regular tenía en ese entonces; En estos templos todas las paredes estaban cubiertas de retablos tallados y dorados, espejos y pinturas ricamente guarnecidas e imágenes religiosas talladas esmeradamente; en el techo había rejas de madera dorada o esmaltada que cubría los cruceros y bóvedas principales.
Así se encontraba la ciudad en mayo de 1773 cuando empezaron a sentirse pequeños sismos, los cuales fueron incrementando su intensidad y el 11 de junio con un temblor que daño algunas casas y edificios; luego continuaron los sismos, hasta llegar al 29 de julio de 1773, día de Santa Marta de Bethania, en que se produjo el catastrófico terremoto:
Se produjeron grandes pérdidas en templos y edificios públicos, así como casas particulares, pero no toda la ciudad quedó por los suelos. A pesar de ello, el capitán general Martín de Mayorga solicitó al monarca de España el 21 de julio de 1775 la traslación de Santiago de los Caballeros de Guatemala, siempre vulnerable a erupciones volcánicas, inundaciones, y terremotos. El 2 de enero de 1776 fue oficializado el cuarto asentamiento, la Nueva Guatemala de la Asunción, con una primera sesión del ayuntamiento con el gobernador de la Audiencia, Matías de Gálvez y Gallardo, sobre las bases del llamado «Establecimiento Provisional de La Ermita». Por real orden dada en Aranjuez el 23 de mayo de 1776 se extinguió el nombre de «Santiago» y se adoptó el de «Nueva Guatemala de la Asunción» que, con el correr del tiempo es conocida en la actualidad como Ciudad de Guatemala, logrando convertirse con los años en la ciudad más grande y populosa de todo el istmo centroamericano.
Los daños abarcaron hasta el actual territorio de El Salvador, ya que las iglesias de Caluco, Tacuba e Izalco resultaron destruidas. De acuerdo a los testimonios, el terremoto había sido tan fuerte que «el agua saltaba de las fuentes y las campanas tañían solas en las torres antes de desplomarse pesadamente al suelo». Antes de su destrucción, la ciudad competía con ciudades como Ciudad de México, Puebla de Zaragoza, Lima, Quito y Potosí. Sin embargo, las circunstancias especiales de los terremotos acaecidos el 29 de julio de 1773, en pleno florecimiento del barroco, cortaron su proceso de crecimiento y modificación naturales.
Una de las medidas tomadas por el presidente de la audiencia Martín de Mayorga, para forzar el traslado de la ciudad fue el envío de la escultura más importante de la ciudad. Por ello, en 1778 ordenó el traslado del Jesús Nazareno de la Merced, junto con la imagen de la Virgen, para obligar a los mercedarios a mudarse. En 1801, la cofradía de Jesús Nazareno de la Merced trasladó el retablo de la imagen a la nueva ciudad, aunque la iglesia todavía no se había construido.

## Virreinato de la Nueva España

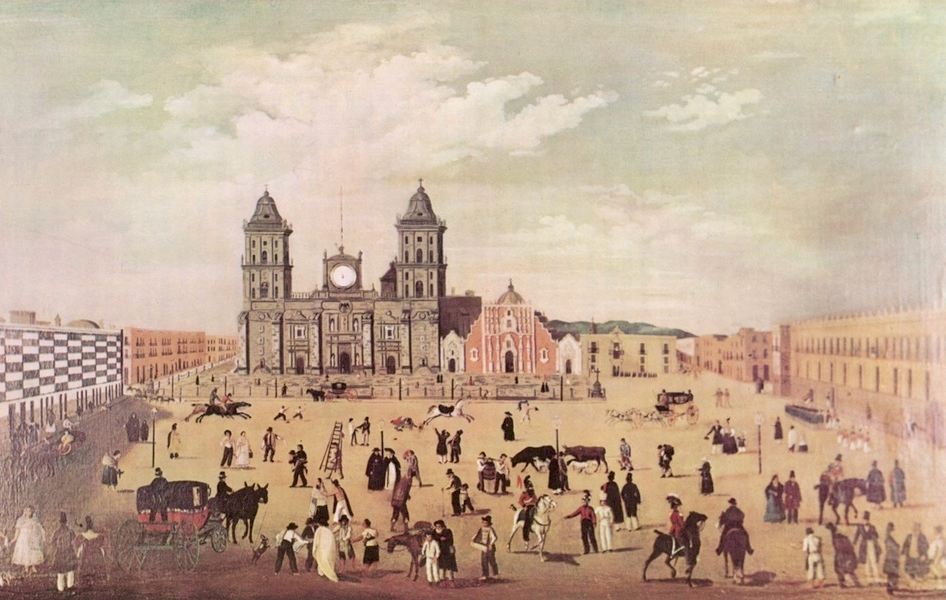
Vista del centro de la Ciudad de México alrededor de 1780.

Al morir el virrey Antonio María de Bucareli y Ursúa, Martín de Mayorga fue llamado a relevarle. Recordado como uno de los mejores virreyes, donó parte de su dinero para combatir una epidemia de viruela, sofocó una rebelión de indios en Izúcar, recuperó numerosos documentos de la historia de México recopilados años atrás por Lorenzo Boturini, creó la Real Academia de Bellas Artes de San Carlos y embelleció la Ciudad de México.
En 1783 cedió el mando a Matías de Gálvez y Gallardo y murió poco después de su llegada a Cádiz, presumiblemente envenenado por su enemigo y sucesor, algo que nunca pudo ser comprobado.